# Rudan (shahrestan)
Rudan (persiska: شهرستان رودان, Shahrestan-e Rudan) är en shahrestan, delprovins, i Iran. Den ligger i provinsen Hormozgan, i den sydöstra delen av landet. Antalet invånare var 124 522 vid folkräkningen 2016. Administrativ huvudort är staden Rudan.